# کالورا
کالورا (به ایتالیایی: Calvera) یک کومونه در ایتالیا است که در استان پوتنزا واقع شده‌است.

## خصوصیات
کالورا ۱۵ کیلومترمربع مساحت و ۵۲۲ نفر جمعیت دارد.